# 伏原宣明
伏原 宣明（ふせはら のぶはる）は、江戸時代後期の公卿・儒学者。修理権大夫・伏原宣武の子。光格天皇（119代）、仁孝天皇（120代）、孝明天皇（121代）の三代にわたり朝廷に仕えた。官位は正二位・明経博士。伏原家8代当主。

## 経歴
伏原家は代々儒学を持って朝廷に仕える公家舟橋家の分家筋にあたり、伏原家も儒学を家学とした。
寛政10年（1798年）に従五位下に叙爵。享和3年（1803年）、元服して従五位上・備前権介となる。文化3年（1806年）に主水正。文化4年（1807年）に正五位下。文化8年（1811年）、従四位下に昇叙し、少納言・侍従となる。文化12年（1815年）に従四位上昇進。文政2年（1819年）には正四位下・明経博士に任じられた。文政6年（1823年）に従三位、文政10年（1827年）に正三位、天保14年（1843年）に従二位、安政元年（1854年）に正二位となる。子の宣諭が家督を継ぎ、孫の伏原宣足の代に伏原家は子爵に列した。
江戸時代後期の朝廷儒学者として幕末期から明治に活躍した多くの皇族や公家の子女たちに儒学を教えた。明治天皇や岩倉具視も幼少期に宣明に師事している。宣明は堀河家の次男であった岩倉具視を「大器の人物」と見抜き、岩倉家への養子縁組を推薦したという。

## 系譜
- 父：伏原宣武 - 従二位・修理権大夫、室に冷泉為章娘・かめ
- 母：不詳
- 妻：不詳
- 生母不明の子女
  - 男子：伏原宣諭 - 少納言、正三位。長男は伏原宣足。娘の俊子は千家尊福の妻、綾子は木下俊愿の妻。[1]